# The Secrets She Keeps
The Secrets She Keeps es una serie de televisión dramática de suspenso psicológico australiano que se estrenó oficialmente en Network Ten el 22 de abril de 2020 a las 8:45 pm La serie recibió un lanzamiento especial en 10 Play el 4 de abril de 2020 como parte del sitio web de transmisión. Promoción "10 programas en 10 días"  durante la pandemia de COVID-19 .
La serie de seis partes se desarrolla en Sídney y trata sobre dos mujeres de orígenes muy diferentes con secretos explosivos que podrían destruir todo lo que aprecian. La serie está escrita por Sarah Walker y Jonathan Gavin, basada en la novela de suspenso psicológico de Michael Robotham .

## Elenco
- Laura Carmichael como Agatha Fyfle
- Jessica De Gouw como Meghan O'Shaughnessy
- Michael Dorman como Jack O'Shaughnessy
- Ryan Corr como Simon Beecher
- Michael Sheasby como Hayden Cole
- Cariba Heine como Grace
- Jenni Baird como Rhea Bowden
- Elizabeth Alexander como Renee Cole
- Hazem Shammas como Cyrus Haven
- Mansoor Noor como Jeremy Clay
- Eva Greenwood como Lucy O'Shaughnessy

## Transmisión internacional
En Irlanda, la serie se transmitió en RTÉ One desde el 9 de junio de 2020 y se puso a disposición para su transmisión en RTÉ Player .
En el Reino Unido, la serie se transmitió a través de la BBC ; se le asignó un horario estelar en BBC One en julio de 2020, y todos los episodios estaban disponibles simultáneamente en BBC iPlayer .